# Ovula Nabothi
Ovula Nabothi zijn kleine geel-witte cysten op het oppervlak van de cervix en gevuld met slijm. Ze werden voor het eerst beschreven door de Duitse arts Martin Naboth. De cysten zijn onschuldig en hebben geen pathologische waarde.